# Kamenica (Pantelej)
Pour les articles homonymes, voir Kamenica.
Kamenica (en serbe cyrillique : Каменица) est une localité de Serbie située dans la municipalité de Pantelej et sur le territoire de la ville de Niš, district de Nišava. Au recensement de 2011, elle comptait 3 700 habitants.
Kamenica est officiellement classée parmi les villages de Serbie.

## Histoire
Le mémorial du mont Čegar est situé sur le territoire du village ; il commémore la bataille du mont Čegar, qui se déroula en 1909 lors du premier soulèvement serbe contre les Ottomans et, particulièrement, l'héroïsme du voïvode Stevan Sinđelić et de ses hommes au cours du combat. Le mémorial est inscrit sur la liste des sites mémoriels d'importance exceptionnelle de la république de Serbie

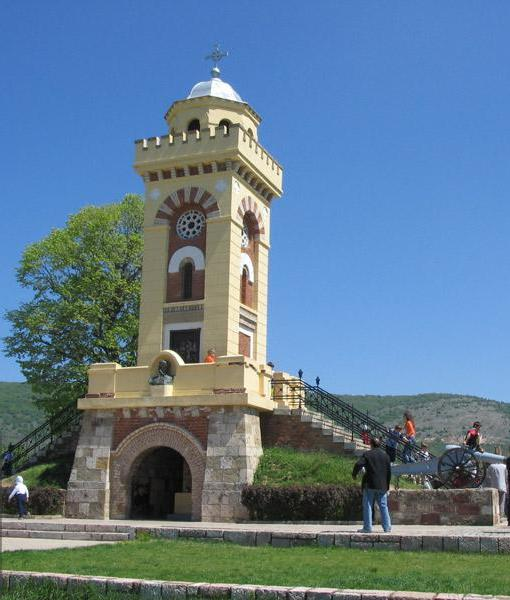
Le mémorial du mont Čegar

## Démographie

### Évolution historique de la population
| 1948  | 1953  | 1961  | 1971  | 1981  | 1991 | 2002  | 2011  |
| ----- | ----- | ----- | ----- | ----- | ---- | ----- | ----- |
| 2 044 | 2 006 | 1 911 | 1 530 | 1 050 | 900  | 1 651 | 3 700 |

|  |